# Chemisch analist
Een chemisch analist voert scheikundige analyses uit in een laboratorium. Daarin speelt zowel de vraag "wat zit er in?" als de vraag "hoeveel zit er in?". De "wat"-vraag is het studieterrein van de kwalitatieve analytische scheikunde, de "hoeveel"-vraag wordt bestudeerd in de kwantitatieve analytische scheikunde. de simpelste en goedkoopste techniek die een analist gebruikt is titratie door middel van een kleurindicator. Moeilijkere analysetechnieken zijn potentiometrie; conductometrie; chromatografie en spectroscopie. 
Gangbare concentraties bij sporenonderzoek zijn mg/kg of ppm, mg/ton of ppb. Soms wordt zelfs gemeten in het gebied van mg/1000 ton of ppt.

## Technieken gebruikt door een chemisch analist
- Chemometrie
- Titratie
- Elektrochemie
  - Potentiometrie
  - Conductometrie
- Chromatografie
  - gaschromatografie
  - vloeistofchromatografie
  - gelchromatografie
- Atoomspectroscopie
  - Atomaire-absorptiespectrometrie
  - Atomaire-emissiespectrometrie
  - Inductief gekoppeld plasma
  - ICP-MS-(Inductief gekoppeld plasma-massaspectrometrie)
  - Röntgenfluorescentiespectrometrie
- Molecuulspectroscopie
  - Microgolfspectroscopie
  - Infraroodspectroscopie
  - Ramanspectroscopie
  - Ultravioletspectroscopie
  - Kernspinresonantie-spectroscopie
  - Massaspectrometrie
- Structuurchemie
  - Kristallografie
  - Moleculaire mechanica
  - Moleculaire dynamica